# Pointe du Grouin (Côtes-d'Armor)
Pour les articles homonymes, voir Pointe du Grouin (homonymie).
La pointe du Grouin, dans les Côtes-d'Armor, est un cap au nord de la commune d'Hillion. Elle offre une vue sur la pointe du Roselier et ses falaises, sur Saint-Brieuc, et domine la baie et sa réserve naturelle, classée depuis 1998.
Un sentier côtier, le GR 34, et un chemin agricole permettent d'y accéder depuis le lieu-dit Kersaint à Hillion. Ce GR 34, « sentier des douaniers », peut aussi relier cette pointe du Grouin à l'autre pointe de même nom qui se trouve au nord de Cancale, en Ille-et-Vilaine.

## Vestige de la Seconde Guerre mondiale

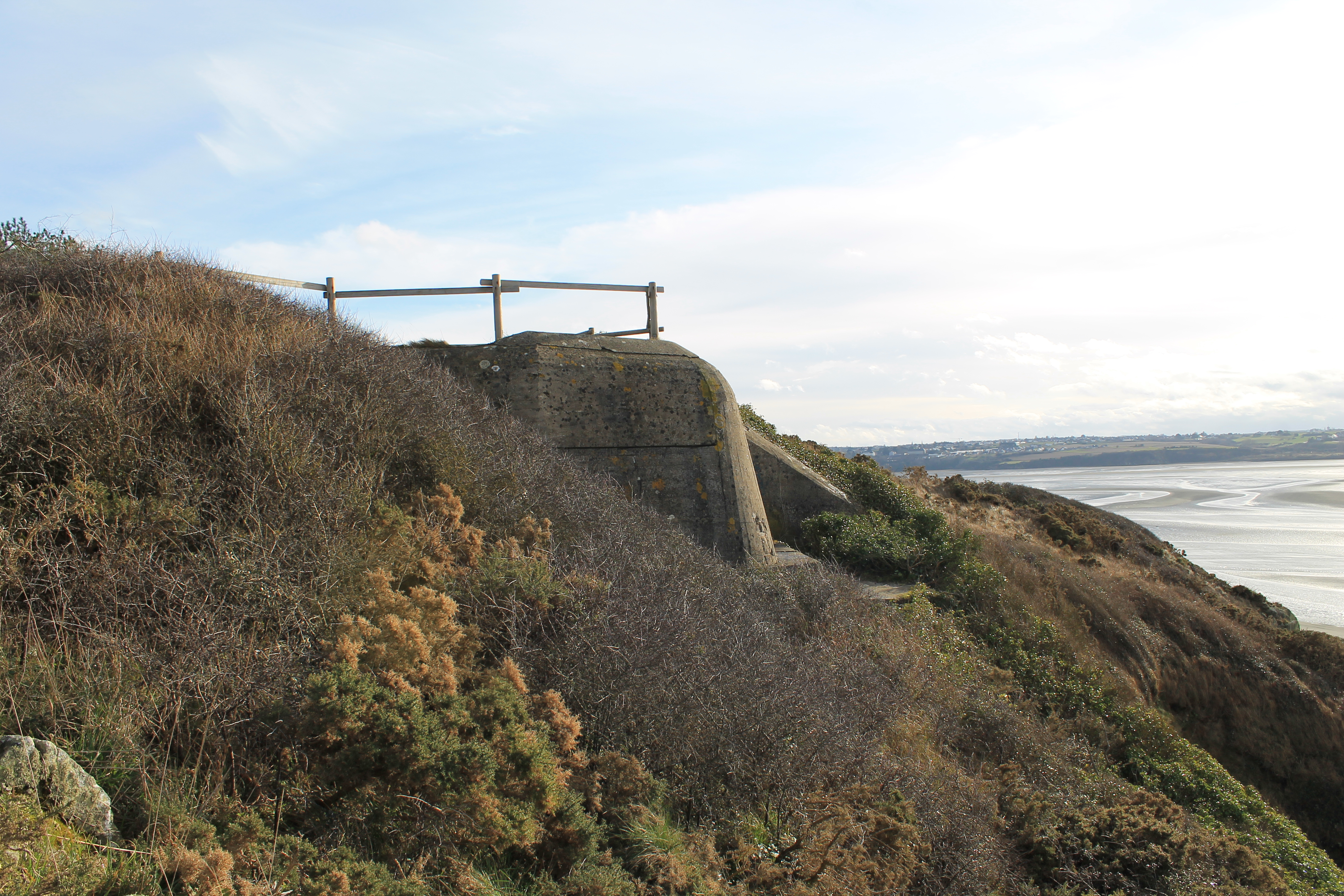
Pointe du Grouin avec casemate de type Regelbau 612.

La pointe possède deux casemates de type Regelbau 612. Ce secteur, nommé Wn La 371 par les Allemands, avait été choisi pour défendre l'entrée du port du Légué de Saint-Brieuc par le côté Est. Chaque casemate était équipé d'un canon Pak 40 de 75 mm et disposait d'une vue à 180 degrés ; les deux casemates étaient reliés par des tranchées, que l'on peut encore distinguer. Cette zone était protégée par un champ de mines et la route pour y accéder était munie de mines antichars.
Wn est l'abréviation de Widerstandsnest (nid de résistance) ; La signifie qu'il s'agit du secteur de Lamballe et le no 371 identifie le secteur. La plupart de ces infrastructures sont toujours présentes.

## Observatoire
Un belvédère, aménagé sur la plateforme de la casemate, permet d'observer les nombreux oiseaux migrateurs qui viennent se mettre à l'abri au fond de la baie riche en nourriture.

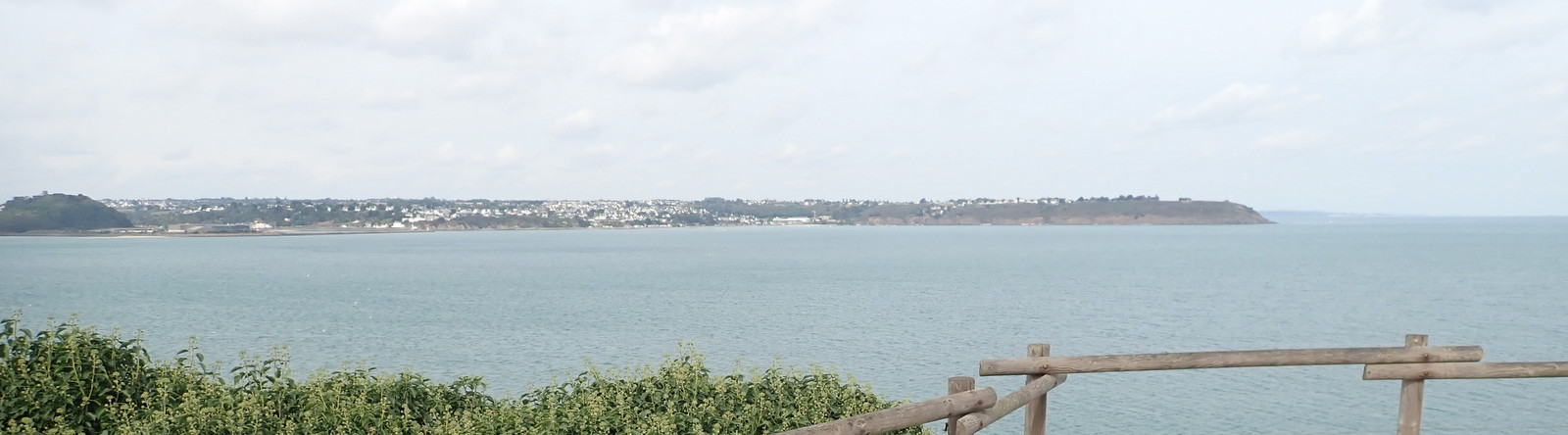
Panorama depuis le belvédère de la pointe du Grouin.

## Culture

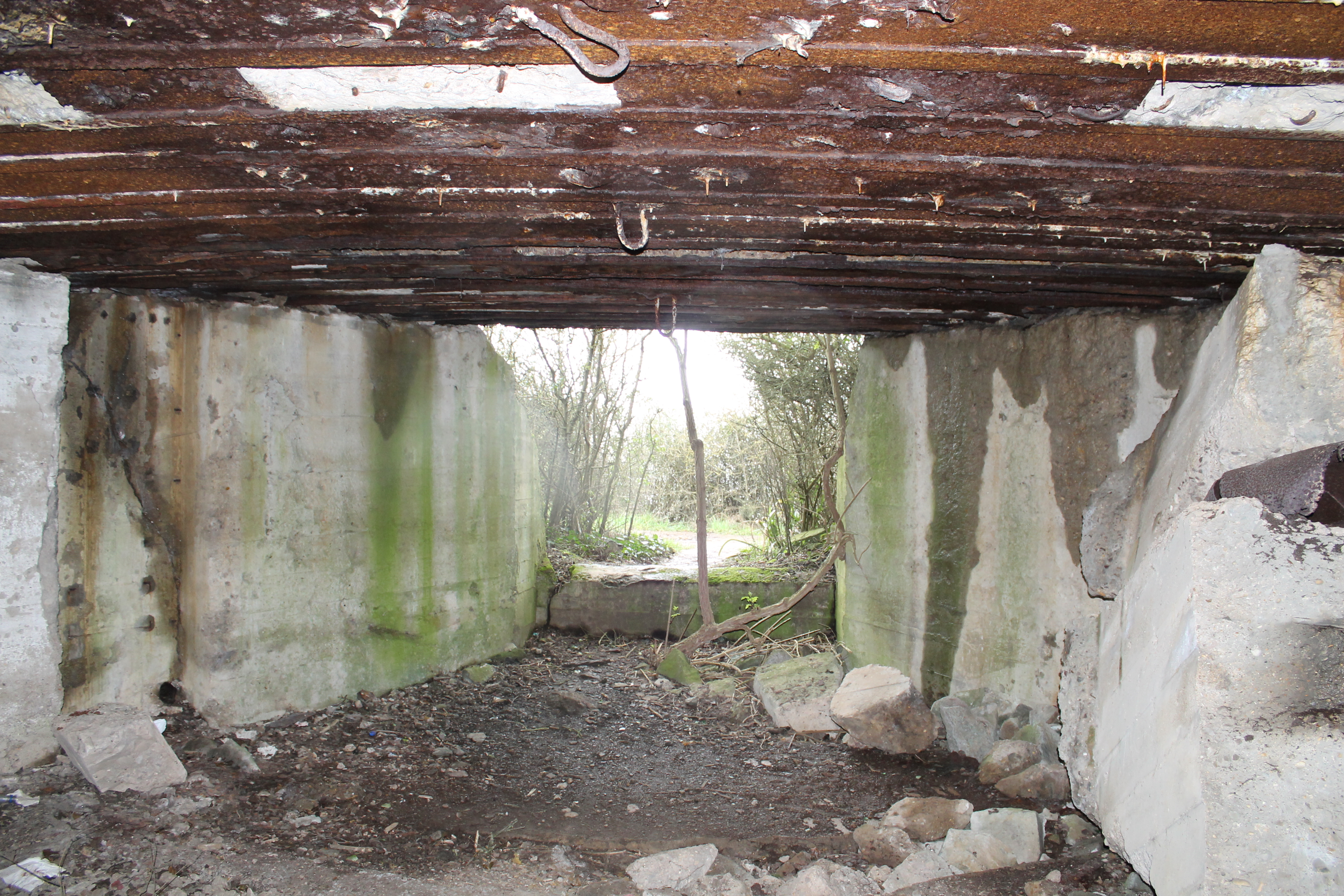
Intérieur de la casemate de la pointe du Grouin.

Une biennale d'art contemporain s'expose sur la pointe[source insuffisante]. Trois mâts porte-drapeaux, encore visibles, ont été le support d'un almanach panoramique entre juillet 2021 et juillet 2022, composé de différents drapeaux au fil des saisons.